# Xerophyta seinei
Xerophyta seinei är en enhjärtbladig växtart som beskrevs av Behnke, K.Kramer och E.Hummel. Xerophyta seinei ingår i släktet Xerophyta och familjen Velloziaceae.
Artens utbredningsområde är Zimbabwe. Inga underarter finns listade.